# Окино, Бернардино
Бернардино Окино (итал. Bernardino Ochino; 1487, Сиена, (Италия) — 1564, Аустерлиц (ныне — Славков-у-Брна, Чехия) — итальянский богослов, перешедший из католичества в протестантизм. Из-за своих радикальных взглядов был вынужден покинуть Италию и оставшуюся часть жизни скитаться по Европе.

## Биография
Бернардино Томмазини родился в 1487 году в Сиене. Происхождение прозвища «Окино» достоверно не известно.
В 1503 или 1504 году он вступил в орден францисканцев. Несколько лет изучал медицину в университете Перуджи, где получил в 1510 году докторскую степень. В 1534 году Окино перешёл в недавно отделившийся от францисканцев орден капуцинов. В 1538 году был избран генеральным викарием капуцинов.

В это время начался период активной проповеднической деятельности Окино по всей Италии. Он имел большой успех. Окино проповедовал и в княжеских дворцах, и перед многолюдными собраниями. Его талант обеспечил ему поддержку папы Павла III и ряда кардиналов (Гаспаро Контарини, Реджинальд Поул). В Неаполе он познакомился с Хуаном де Вальдесом и и присоединился к кружку его сторонников, которые питали надежды на обновление католической церкви и были сторонниками Реформации. Он установил тесные отношения с такими известными интеллектуалами, как Виттория Колонна, Пьетро Бембо, Пётр Мартир Вермильи. В этот период еще было возможно относительно свободно высказывать свои идеи относительно обновления церкви и реформаторские взгляды, оставаясь при этом в лоне католичества. Его проповеди окрашенные в апокалипсические тона, были сосредоточены на осуждении беззакония и тирании правителей. Он начинает высказывать идеи об оправдании верой, сходные с протестантскими. Содержание его проповедей вызвало нападки ордена театинцев и кардинала Караффы, возглавлявшего контрреформаторскую партию. В 1542 году ситуация резко изменилась. Была основана инквизиция, во главе её встал Караффа. Окино получил вызов в римский трибунал, но, предупрежденный кардиналом Контарини, бежал из Италии.

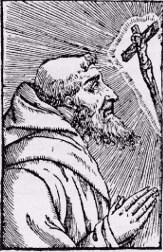
Бернардино Окино на гравюре XVI века.

Несколько последующих лет Окино провел в Женеве, затем в Базеле и Аугсбурге, где активно участвовал в диспутах и опубликовал ряд трудов, в которых соединил идеи Хуана де Вальдеса, кальвинизм и милленаризм. Его работы были включены в Индекс запрещённых книг, а сам Окино полностью порвал с католической церковью, и возможность возвращения в Италию была для него теперь закрыта навсегда. В эти годы Окино вступил в брак с уроженкой Лукки. В 1547 году, когда Карл V, победив в Шмалькальденской войне, потребовал его выдачи, ему пришлось покинуть Аугсбург и перебраться сначала в Страсбург, а затем в Лондон.
В Англии Окино пользовался покровительством архиепископа Кентерберийского Томаса Кранмера и принцессы Елизаветы (будущей королевы). В 1549 году он издал сочинение «Трагедия или диалог о несправедливой узурпаторской власти епископа Римского», направленное против папской власти; оно было им написано на латинском языке и затем переведено на английский. После начала католической реставрации в Англии в 1553 году Окино был вынужден покинуть остров и искать новое пристанище. Через Страсбург он вернулся в Швейцарию, в Женеву, Кьявенну, Базель и, наконец, в Цюрих, где итальянская община избрала его своим проповедником. В Цюрихе Окино опубликовал ряд трудов, радикализм которых был чрезмерным даже для местных властей. За трактат «30 диалогов» он в 1563 году был изгнан и из Цюриха. Помимо прочего, он был обвинён в антитринитаризме и пропаганде полигамии.
Вновь вынужденный скитаться вместе с детьми (он овдовел в 1562 году), Окино сначала переезжает в Базель, затем в Нюрнберг. Весной 1564 года он прибыл в Краков, где проповедовал итальянским изгнанникам и открыто пристал к антитринитариям. Однако уже летом под давлением нунция Джованни Франческо Коммендоне король Польши Сигизмунд II изгнал всех иностранцев-некатоликов, в том числе и Окино. Вынужденный бежать в Моравию, он в дороге был застигнут эпидемией чумы и потерял троих детей. Сам Окино скончался в Аустерлице в конце того же года или в начале 1565.